# Xenpelar
Xenpelar, Juan Frantzisko Petriarena Rekondo (Rentería, Guipúzcoa, 13 de enero de 1835 – 8 de diciembre de 1869) fue un versolari y escritor. En el ámbito cultural vasco, se reconoce a Xenpelar como la figura cumbre del versolarismo del siglo XIX.[cita requerida]

## Vida
Nació en el caserío Senperelarre de Rentería, en la frontera de Oyarzun. De ahí le pusieron el mote (Senperelarre> Xenpelarre> Xenpelar). Su abuelo Juan Kruz, había nacido en el pueblo Sumbilla de Navarra; su padre Jose Bernardo Petriarena Bergara, en cambio, en Aranaz de Navarra; sin embargo, enseguida fueron a vivir a Oyarzun. Al parecer, ambos eran de casta gitana.
Después de la guerra de la Independencia Española (1808-1814), los ayuntamientos tuvieron que vender muchos terrenos para hacer frente a las deudas, entre ellos, Rentería el llamado Senperelarre.[cita requerida]
El abuelo de Xenpelar, Juan Kruz, compró ese terreno en diciembre de 1814, y seis años más tarde, su hijo Jose Bernardo pidió permiso al ayuntamiento y construyo su casa ahí.[cita requerida]
Luego, con su mujer, se fue del caserío Errotazar de Oyarzun a Rentería. El padre Jose Bernardo tuvo nueve hijos en total: con su primera mujer, Josefa Inazia Iragorri, tres, y con la segunda, Maria Rita Berrondo, otros seis. Xenpelar fue el cuarto de estos últimos, nacido en el tercer año de la primera guerra carlista. El caserío Senperelarre o Xenpelarre estaba en la zona de los carlistas, como todo Oyarzun;[cita requerida]
Rentería, en cambio, estaba en manos de los liberales.[cita requerida]
Por consiguiente, y sobre todo porque su casa estaba más cerca de la iglesia de Oyarzun que de la de Rentería, le bautizaron ahí, al igual que a todos sus hermanos.
Ya que el caserío Senperelarre era escaso para criar a una familia tan grande, cuando solo tenía siete años fue como criado al caserío Egurrola de Oyarzun, de su tía Maria Batista Petriarena y tío Manuel Frantzisko Isasti, de ahí era también su padrino: Frantzisko Inazio Isasti. En 1857, volvió a su caserío de origen, a Senperelarre, para trabajar en una fábrica grande de tejidos en Rentería.
En 1859, se casó con Maria Joxepa Retegi. Como su hermano Juan José ya estaba casado de antes con una hermana de Maria Joxepa, los dos hermanos se juntaron con dos hermanas. Vivieron en el centro de Rentería y tuvieron tres hijas. Tres años más tarde de tener a su última hija, la mujer se contagió de la viruela y murió el 25 de octubre de 1869. Xenpelar también se contagió y murió un mes y medio más tarde, el 8 de diciembre, con 34 años. Cuando su hermana Maria Luisa estaba embarazada, dejó a su hija de cuatro años, Joxepa Antoni, con su marido y fue a cuidar de su hermano y sus sobrinas en sus últimos meses. La hija de Maria Luisa, Daniela, nació el mismo día en el que murió Xenpelar. Madre e hija sobrevivieron pocos días: Daniela murió el 17 de diciembre, y Maria Luisa el 18; las dos de viruela. Las tres hijas de Xenpelar no murieron. En un periodo de tres meses, la viruela mató a 29 personas en Rentería. Su hermana Maria Luisa (Maria Luisa Petriarena Rekondo Xenpelar) y también su hija Joxepa Antoni (Joxepa Antoni Aranberri Petriarena Xenpelar), las dos eran versolaris.

## Versolarismo
Empezó con 12 años en el versolarismo improvisado. Tenía a Olloki, Larraburu, Ardotx, Patxi Bakallo y a los Panderi como amigos versolaris. Aunque se hayan guardado unos pocos versos improvisados, por ejemplo, las sesiones que tuvo con Iparraguirre y Musarro, los versos dados a conocer por escrito son los mas conocidos de Xenpelar.
En este mismo sentido, escribió muchos versos escritos. Lamentablemente, muchos de ellos se perdieron en la guerra de 1936.[cita requerida]
Se han guardado unos treinta hasta hoy en día. Los más memorables son: Pasaiako plazatik dator notiziya, Frantsesaren ideak, Andre txarren bentajak, Betroiarenak, Ezkondu eta ezkongai, Azken juiziozkoak y Iya guriak egin du.[cita requerida]
En 1931, la imprenta Macazaga publicó el libro pequeño llamado Xenpelarren bertsuak. Jautarkol, en 1958, el llamado Xenpelar bertsolaritza bizitza ta bertsoak, Antonio Zabala, en 1969, el libro Xenpelar bertsolaria (Auspoa) con todos su versos y, por último, en 1993, se ofreció una versión más completa en el libro Xenpelar eta bere ingurua (Sendoa).
La asociación Euskal Herriko Bertsozale Elkartea denominó Xenpelar al Centro de Documentación que tienen en Villabona, para hacer homenaje a los versolaris.

### Versos conocidos
En la Plaza los Fueros, en Rentería, pusieron un árbol de hierro en homenaje a Xenpelar. Aparecen unos versos concretos como si fuesen frutas, entre otros, estos:
- Azken juiziyo eguna
- Betroiarena
- Ia guriak egin du
- Pasaiako herritik
- Santa Barbara
- Iparragirre abila dela

### Biografía
- Xenpelar eta bere ingurua (1993, Sendoa)

### Colección
- Xenpelar bertsolaria. Bizitza ta bertsoak (1958, Itxaropena)

1. 1 2 3 4 5  PERURENA, Patziku: "Senperelarrekoaz" (33-34 orriak). In: Etorrerakoak. Tafalla: Txalaparta, 1998. 33. orria.
2. ↑  PEREZ, Elixabete. (2011). Juan Frantzisko Petriarena Xenpelar 1835-1869. Bidegileak bilduma. Eusko Jaurlaritza, 9 or..
3. ↑  Zavala, Antonio. (1993). «Xenpelar eta bere ingurua / Antonio Zavala (bizitzaren egille eta bertsoen biltzaille)» eimakatalogoa.eus: 37-41. (Consultado en: 2023-11-18).
4. ↑  Xenpelar Dokumentazio Zentroa – Bertsozale Elkartea. «Juan Frantzisko Petriarena "Xenpelar" - Biografiak - BDB. Bertsolaritzaren datu-basea» bdb.bertsozale.eus (Noiz kontsultatua: 2018-07-23).
5. ↑  Antonio Zavala: Xenpelar bertsolaria, Auspoa Liburutegia, Tolosa, 1969.
6. ↑  Xenpelar eta bere ingurua. Sendoa D.L. 1993 ISBN 8485846834. PMC 434094216. (Noiz kontsultatua: 2018-07-27).
7. ↑  Bertsozale Elkartea, Xenpelar Dokumentazio Zentroa. «Bertso-eskola digitala - Arbela» www.bertso-eskolak.eus (Noiz kontsultatua: 2018-07-24).

- Premio Xenpelar

* Elixabete Perez Gaztelu: Juan Frantzisko Petriarena Xenpelar, Bidegileak bilduma, Eusko Jaurlaritzaren Argitalpen Zerbitzu Nagusia, 2010. ISBN: 978-84-457-3110-9
* «Juan Frantzisko Petriarena "Xenpelar"», Bertsolaritzaren Datu Basea.
* «Juan Frantzisko Petriarena, Xenpelar», Literaturaren Zubitegia.
* Xenpelar Dokumentazio Zentroa: centro de documentación que tiene como objetivo promover la investigación en todos los ámbitos del versolarismo, recogiendo, organizando y divulgando su patrimonio
- Datos: Q12269074